# Güneysu (district)
Güneysu is een Turks district in de provincie Rize en telt 12.616 inwoners (2007). Het district heeft een oppervlakte van 89,4 km². Hoofdplaats is Güneysu.
De bevolkingsontwikkeling van het district is weergegeven in onderstaande tabel.
| 1997   | 2000   | 2007   | 2013   |
| ------ | ------ | ------ | ------ |
| 15.335 | 16.522 | 12.616 | 13.879 |